# Кемстач Леон Ілліч
Кемстач Леон Ілліч (рос. Кемстач Леон Ильич; 1 серпня 2008, Санкт-Петербург, Росія) — російський актор кіно та телебачення. Відомий завдяки головній ролі у серіалі «Слово пацана. Кров на асфальті» (2023).

## Біографія
Леон Кемстач народився 1 серпня 2008 року у Санкт-Петербурзі. Його мати — Лаура Кемстач, підприємиця, яка володіє фітнес-студією та медичним центром у Санкт-Петербурзі, дружина актора та режисера Антона Богданова, про батька невідомо нічого, крім імені. Леон навчався у приватних школах Петербурга та Москви. З раннього дитинства вивчав англійську мову, у школі почав вивчати китайську, німецьку та французьку. У 2019—2020 навчальному році став призером шкільного етапу Всеросійської олімпіади з французької мови, пізніше став учнем Repton School Dubai.
2021 року Кемстач дебютував у кіно — у фільмі «Нормальний тільки я», який режисував Богданов. 2023 року вийшов серіал «Слово пацана. Кров на асфальті», у якому Кемстач зіграв головну роль — школяра Андрія, який вступив у кримінальне угруповання. Відомо, що на час зйомок актор перейшов на «систему сімейної освіти». Рецензенти високо оцінили його работу. Оглядач «КиноПоиск» Василь Корецький назвав Кемстача одним із двох головних відкриттів серіалу поряд із Рузілем Мінекаєвим.
Через екстраординарну популярність «Слова пацана» Кемстач майже миттєво прославився. Йому довелося пояснювати глядачам у блозі, що під враженням від перших епізодів серіалу «не треба приймати якісь поспішні рішення» та створювати вуличні угруповання.

## Фільмографія

### Фільми
| Рік  |   | Українська назва    | Оригінальна назва   | Роль |
| ---- | - | ------------------- | ------------------- | ---- |
| 2021 | ф | Нормальний тільки я | Нормальный только я |      |

### Серіали
| Рік  |   | Українська назва               | Оригінальна назва                    | Роль   |
| ---- | - | ------------------------------ | ------------------------------------ | ------ |
| 2023 | с | Слово пацана. Кров на асфальті | рос. Слово пацана. Кровь на асфальте | Андрій |